# Lankoué
Lankoué è un dipartimento del Burkina Faso classificato come comune, situato nella provincia  di Sourou, facente parte della Regione di Boucle du Mouhoun.
Il dipartimento si compone del capoluogo e di altri 7 villaggi: Gourbala, Gourbassa, Komyargo, Ouori, Peterkoué, Rassouly e Tourouba.